# Palazzo Mazzone
Il palazzo Mazzone è uno storico e celebre palazzo catanese in stile neo-moresco, localizzato nella centrale via Umberto I, al civico 83 (A). Fu ideato da Tommaso Malerba nel 1904 in un miscuglio di esperienze artiche.